# Monetazione di Populonia
| PUPLUNA |  |  |  |  |  |  |
|         |  |  |  |  |  |  |

La monetazione di Populonia è costituita dalle monete coniate dalla città di Populonia ed emesse dalla metà del V secolo a.C. fino alla metà del III secolo a.C., quando la città perse la sua autonomia.
Le emissioni di questa comunità si inseriscono nell'insieme della monetazione etrusca e ne costituiscono uno degli apporti più rilevanti. Le monetazione di Populonia, come le altre monetazioni etrusche è inserita, per motivi tradizionali, tra le monete greche.

## Contesto storico
Populonia era un'antica città dell'Etruria. I resti si trovano ora nel comune di Piombino. Era una delle dodici Lucumonie etrusche e insieme a Volterra fu uno dei centri di maggiore attività mineraria e metallurgica degli Etruschi.
Secondo Plinio e Strabone, riportati da Giuseppe Micali, Populonia sarebbe stata una colonia fondata dai Volterrani.

## Contesto numismatico
Le monete di Populonia rientrano pienamente come caratteristiche nell'ambito della monetazione etrusca: indicazione del valore, un'unica faccia coniata ecc.
La monetazione argentea di Populonia costituisce il più ampio gruppo di monete etrusche.

## Monete
Si possono individuare, in base al peso, tre fasi: nella prima il valore X ha un peso medio di circa 8,4 g, nella seconda 4,2 g e nelle terza 2,1 g.
Esistono monete in oro che sono da associare a quelle della seconda fase, mantenendo un rapporto tra oro e argento pari a 1:7½.
Le monete recano le indicazioni di valore espresse nello stesso modo delle monete romane. Tuttavia questa monetazione precede quella romana di alcuni secoli.
Oltre a queste monete esistono altre, provenienti dall'area di Populonia e identificabili, in base al peso, come tridracme (c.16,5 g), didracme (c. 10,5 g) e dracme (5,5 g) oltre ad alcune frazioni.

## Quinto secolo
A questo gruppo appartengono monete senza indicazione di valore e senza legenda, la cui attribuzione a Populonia è comunque accreditata da più autori.
TridracmaLe due monete, valutate tetradracmi di piede euboico da Sambon (1903), sono ritenuti tridracmi da Rutter et al. (2001).
- Moneta d'argento uniface[8]. Al dritto un leone, volto a sinistra, la coda con testa di serpente volta all'indietro[9]. Il peso è 16,3 - 16,7 g[4]. Esemplari della moneta sono presenti nelle collezioni del BM e nella SNG France.
- Moneta d'argento uniface. Il tipo presente raffigura un cinghiale passante a destra su un terreno di pietre.[10] Il peso riportato in HN Italy varia tra 15,7 e 16,7 g[4].

Didracma
- Protome di leone che termina con un serpente, volto all'indietro[11]. Esistono due varianti: con il leone volto a sinistra oppure a destra. Il peso varia tra 10 e 11 g[4].

Dracma e frazioni
- Protome leonina, a bocca aperta e lingua che fuoriesce; criniera diritta[12]. In Rutter et al. sono individuati, in base al peso, tre gruppi che vengono quindi classificati come dracma, tetrobolo e diobolo; il peso è rispettivamente di 5,5, circa 3,7 e da 2,6 a 1,2 grammi[4].

## Prima serie del gorgoneion
Questo periodo è datato intorno tra la fine del V secolo a.C. e l'inizio del successivo. In questa fase sono presenti quattro differenti tipi di dritto: 
testa di Gorgone,
testa maschile giovanile,
testa di Mercurio o Turms,
ruota.
Ognuno di questi tipi è raffigurato su più valori. La ruota è nota, con due varianti, solo sull'unità. La monete sono tutte d'argento, contengono l'indicazione del valore e, con un'unica eccezione, il rovescio è liscio.
Il peso medio della moneta di riferimento, quella dal valore di 10 unità, è di circa 8,4 grammi.
10 unità
- Testa di gorgoneion di faccia; sotto X, a volte tra due delfini[13]. Il peso è tra 5,5 e 9 grammi[4].

5 unità
- Testa di gorgoneion di faccia; sotto Λ[14]. Il peso è tra 3,4 e 4,5 g[4].
- Testa maschile giovanile volta a destra; sulla sinistra Λ[15]. Il peso è tra 3,4 e 4,5 g[16].

2 ½ unità
- Testa di gorgoneion di faccia; sotto II [17]. Il peso è tra 1,8 e 2,1 g[16].
- Testa maschile giovanile volta a destra; sulla sinistra IIV[18]. Il peso è di circa 1,9 g[16].

Unità
- Testa maschile giovanile volta a destra; sulla sinistra I[19]. Il peso è tra 0,7 e 0,95 g[16].
- Ruota; in una variante al rovescio I[20]. Il peso è tra 0,73 e 0,85 g[16]. È l'unica monete di questa fase con il rovescio non liscio.

## Oro e seconda serie del gorgoneion

### Oro
In Historia Numorum Italy la serie aurea è associata temporalmente alle monete d'argento in cui la moneta da X unità ha un peso di circa 4,2 g. Questa associazione è fissata tenendo presente un rapporto tra oro e argento di 1:7½.
I valori noti sono quelli da 50, 25, 12½ e 10 unità, segnati rispettivamente con i simboli ￪, ΛΧΧ, ΧΙΙΛ, Χ.
I pesi per le monete da 50 unità variano tra 2,7 e 2,9 g; per le 25 tra 1,2 e 1,7 g, per le 12½ tra 0,6 e 0,8 g e per le 10 tra 0,5 e 0,76 g.
Le monete presentano un'effigie solamente al dritto, mentre il rovescio è sempre liscio.
Il tipi effigiati sono:
Testa di leone e segno di valore: 50, 25, 12½ e 10.
Testa femminile con collana e segno di valore: 50, 25.
Testa maschile con collana e segno di valore: 25, 10. Questo valore presenta tre varianti.
Ippocampo e segno di valore: 50, 12½.
Gorgoneide e segno di valore: 50.
Civetta e segno di valore: 10.
Foca e segno di valore: 10.

### Argento

#### Gorgoneion
Le monete, che presentano al dritto il tipo del gorgoneion, sono coniate in tre valori marcate come 20, 10 e 5 unità. Al rovescio sono rappresentati vari tipi, e alcuni sono lisci.
20 unità
- Testa di gorgoneion di fronte; XX scritto con diverse grafie. Al rovescio 11 varianti: lettere; stella, crescente e pupluna; stella, crescente e puplana (sic!) tra due stelle; tridente, crescente e puplana (sic!) tra due stelle; octopus, due octopus, octopus e tridente; clava, due caducei, motivo con X; rovescio liscio.

10 unità
- Testa di gorgoneion di fronte; X. Rovescio liscio[29].

5 unità
- Testa di gorgoneion, di fronte; sotto Λ. Al rovescio tridente e delfini[30].

#### Altre divinità
20 unità
- Testa giovanile di Hercle (l'Ercole etrusco) di fronte o leggermente ruotato; sotto X X. Al rovescio liscio o clava[31].
- Testa di Menrva (la Minerva etrusca) di tre quarti; sotto X X. Rovescio con tre varianti: liscio[32]; stella, crescente e pupluna[33]; stella, crescente e mi:pupluna:les:[34].
- Testa barbata di Fufluns (il Bacco etrusco) di tre quarti, con corona di edera; sopra X X. Rovescio o liscio o con fulmine[35].

5 unità
- Testa di Turms (il Mercurio etrusco) a destra o a sinistra;dietro >. Il rovescio presenta tre varianti: una con crescente e la legenda miz[– – –][36], un'altra ha una stella, sotto un crescente e sopra [pupl]una[37] e la terza ha il rovescio liscio[38].

2½ unità
- Testa di Turms a destra o a sinistra, IIV. Il rovescio è liscio[39].

#### Altri tipi
Esistono altri tipi che per i valori di 10, 5, 2½ e 1 unità. Sono raffigurate teste maschili e femminili, variamente rappresentate: volte a destra, a sinistra, con o senza barba.
10 unità
- Testa femminile diademata a destra, dietro X, avanti, a volte, stella. Rovescio liscio[40], con un octopus[41] o una ruota[42].
- Testa maschile a destra[43] o sinistra[44], laureata, a volte con collana; dietro X. Questo tipo è interpretato anche come raffigurazione di Aplu, la divinità etrusca corrispondente ad Apollo. Rovescio liscio.

5 unità
- Testa maschile a destra, laureata, a volte con collana; dietro Λ. Ci sono tre tipi di rovescio: liscio[45]; con tridente e crescente e tracce di lettere[46]; octopus e tracce di lettere[47]. Un'altra variante, con la testa volta a sinistra, ha il rovescio liscio[48]
- Testa maschile a destra, barbata, laureata o con i capelli fissati con una fascia; dietro Λ. Rovescio liscio.[49]

2 ½ unità
- Testa maschile a destra o a sinistra; nel campo IIU[50]
- Testa femminile a destra o a sinistra; nel campo IIU[51]

1 unità
- Testa maschile a destra o a sinistra; nel campo I[52]
- Ruota[53]

### Bronzo
Æ triente 
- Testa di Menrva volta a destra con elmo corinzio; sotto quattro globuli

al rovescio civetta e quattro globuli. A volte in alfabeto etrusco retrogrado: PUPLUNA
Æ quadrante 
- come la precedente ma con tre globuli al posto di quattro[55]

Æ sestante 
- come la precedente ma con due globuli al posto di tre[56]
- Testa di Hercle diademato con la clava sulla spalle / Arco e frecce. Clava. Due globuli[57].
- Testa di Sethlans (il Vulcano etrusco) con pileo; a sinistra rostro tra due globuli / Martello e tenaglie due globetti PUFLUNA - VETALU[58]

Æ triente 
- testa di Turms, quattro globuli / due caducei, crescente, quattro globuli e legenda[59]

Æ sestante 
- come la precedente ma con due globuli[60]

Questa moneta si trova spesso ribattuta sopra il sestante con Menvra (HN Italy 186)

## Terza serie
Questa terza serie presenta quattro monete d'argento e un triente di bronzo. Le moneta d'argento sono da 10, 5 e 2 1/2 unità. Nella moneta da 10 unita il peso degli esemplari noti varia tra 2,15 e 3,3 g; quelle da 5 unità tra 0,9 e 1,2 g mentre quella da 2 1/5 unità pesa 0,9. Questa moneta potrebbe anche appartenere alla seconda serie.

### Argento
10 unità
- Testa maschile laureato volta a destra; l'indicazione del valore è X; il rovescio è liscio[62].

5 unità
- Testa di leone a sinistra. Sopra  < ; il rovescio è liscio[63].
- Testa di Turms a sinistra o a destra. Dietro ^; il rovescio è liscio[64].

2½ unità
- Delfino a sinistra; sotto II C; il rovescio è liscio[65].

### Bronzo
Triente 
- Testa di Sethlans a destra; in testa un pileo laureato; a destra X; al rovescio martello con tenaglie e quattro globuli. La legenda è PUPLUNA[66]

## Quarta serie
Questa serie presenta due monete, entrambe d'argento, da 10 e da 5 unità.
10 unità
- Testa maschile a destra; a sinistra X; al rovescio fulmine (?)[67]

5 unità
- Testa maschile, talvolta con barba; a sinistra Λ. Rovescio incerto[68]

Queste monete hanno un peso nettamente più basso rispetto alle emissioni precedenti.

## Ritrovamenti

### IGCH 1954
Tesoro ritrovato a Cecina, presumibilmente sepolto verso il 300 a.C. e composto da 5 monete d'oro e 84 d'argento così distribuite: 4 oboli di Massalia, 5 "quinari" di Populonia (Sambon 82? = HN Italy 171?), 4 AR non attribuibili e 5 AV non descritte. Il contenuto è elencato in Gamurrini, p. 68, nota 1

### IGCH 2042
Tesoro ritrovato in Val d'Orcia nel 1930, presumibilmente sepolto nel III secolo a.C., contenente oltre 133 monete d'argento di cui 131 di Populonia. Queste sono così catalogate: 111 pezzi: Sambon 42 e segg.; 20 pezzi Sambon 61 e segg.; 2 dracme Sambon 73

### IGCH 2041
Questo tesoro è stato ritrovato a Sovana nel 1885, presumibilmente sepolto nel III secolo a.C.. È costituito da 116 monete d'argento, tutte di Populonia: parte didracme (Sambon 41, 48, 50, 54-5, 58, 60-4, 67) e parte dracme (Sambon 68, 73). Il tesoro è descritto da Garucci, parte II, p. 184 e da Bianchi Bandinelli (1932)

## Foto
AE
- http://www.cngcoins.com/Coin.aspx?CoinID=15206 AE Mnerva - delfino incuso
- http://www.cngcoins.com/Coin.aspx?CoinID=102917 ercole clava
- http://www.cngcoins.com/Coin.aspx?CoinID=52531 AE triente mnerva - civetta
- http://www.cngcoins.com/Coin.aspx?CoinID=19494 sestante (eracle - arco/faretra